# Сент-Опр
Сент-Опр (фр. Saint-Aupre) — коммуна во Франции, находится в регионе Рона — Альпы. Департамент коммуны — Изер. Входит в состав кантона Вуарон. Округ коммуны — Гренобль. Названа в честь Арпа Вьеннского.
Код INSEE коммуны — 38362. Население коммуны на 1999 год составляло 872 человек. Населённый пункт находится на высоте от 436  до 925  метров над уровнем моря. Муниципалитет расположен на расстоянии около 460 км юго-восточнее Парижа, 80 км юго-восточнее Лиона, 24 км севернее Гренобля. Мэр коммуны — M.Georges BOUFFARD-ROUPE, мандат действует на протяжении 2008—2014 гг.
Динамика населения (INSEE):